# Burton upon Stather
Burton upon Stather är en ort och civil parish i Storbritannien.   Den ligger i kommunen North Lincolnshire och riksdelen England, i den sydöstra delen av landet, 240 km norr om huvudstaden London. Burton upon Stather ligger 64 meter över havet och antalet invånare är 2 489.
Terrängen runt Burton upon Stather är huvudsakligen platt. Burton upon Stather ligger uppe på en höjd. Runt Burton upon Stather är det ganska tätbefolkat, med 139 invånare per kvadratkilometer. Närmaste större samhälle är Scunthorpe, 8,0 km söder om Burton upon Stather. Runt Burton upon Stather är det i huvudsak tätbebyggt.